# Aprostocetus ceroplastae
Aprostocetus ceroplastae är en stekelart som först beskrevs av Girault 1916.  Aprostocetus ceroplastae ingår i släktet Aprostocetus och familjen finglanssteklar. Inga underarter finns listade i Catalogue of Life.